# Gare de Sonsveien
La gare de Sonsveien est une gare ferroviaire norvégienne de la ligne d'Østfold, située sur le territoire de la commune de Vestby, à trois kilomètres de la localité de Son, dans le comté d'Akershus.
Mise en service en 1932, c'est une halte voyageurs de la Norges Statsbaner (NSB). Elle est distante de 48,88 km d'Oslo. 

## Situation ferroviaire
La gare de Sonsveien est située sur la ligne d'Østfold, entre les gares de Vestby et de Kambo.

## Histoire
La halte qui fut ouverte en 1932 n'était alors équipée que d'une aubette et d'un quai en bois. Lorsque la ligne fut doublée en 1996, la halte fut déplacée d'une centaine de mètres pour laisser place à une structure et des quais en béton .

## Service des voyageurs

### Accueil
C'est une gare ferroviaire sans personnel, mais disposant d'un automate, d'un abri, pour les voyageurs, sur chacun des deux quais.

### Desserte
Sonsveien est desservie par des trains locaux en direction de Skøyen et de Moss.
- Skøyen-Nationaltheatret-Oslo-Holmlia-Ski-Ås-Vestby-Sonsveien-Kambo-Moss[3]

### Intermodalités
Un parking, de 150 places, pour les véhicules et un parc à vélo couvert y sont aménagés. Un arrêt de bus est situé à proximité de la gare qui permet de rejoindre la localité de Son. Il y a également une station de taxi.